# Cadbury
Cadbury (anteriormente conocida como Cadbury Schweppes) es una empresa multinacional británica de alimentación, especialmente dulces y confitería  con sede en la Ciudad de Westminster, Londres.

## Historia
Cadbury fue fundada en 1824 por el inglés John Cadbury en la ciudad de Birmingham quien mediante la producción de una variedad de cacao y chocolates comenzaría a producir una bebida de chocolate para la alta sociedad inglesa, debido al alto costo de producción. 
Posteriormente,  junto con su hermano Benjamin Cadbury crearían la compañía The Cadbury Brothers, abriendo una oficina en la ciudad de Londres, para en 1854, recibir la autorización real como fabricantes de chocolate y cacao de manos de la reina Victoria
En 1878, los hermanos decidieron construir nuevas instalaciones en las afuerasde Birmingham. En dichas instalaciones se aprovecharían los nuevos avances en transporte, ya que la leche que se enviaba al interior por el canal y el cacao era trasladado mediante el ferrocarril desde los muelles de Londres, Southampton y Liverpool. 
En 1905 fue lanzado el producto insignia de la marca Cadbury hasta nuestros días, el Dairy Milk. 

### Cadbury - Schweppes
En 1969, Cadbury decide fusionarse junto a Schweppes, una marca creada en 1783 por el alemán Jacob Schweppe y así convertirse en Cadbury-Schweppes comercializando variados productos de ambas marcas.
En 1999, Cadbury Schweppes vendió sus negocios de bebidas en todo el mundo a The Coca-Cola Company, excepto en América del Norte y algunas partes de Europa. 
En 2008, los negocios de bebidas de América del Norte y Europa, fueron vendidos a la Compañía Dr Pepper Snapple Group, culminando así la fusión de ambas empresas. En 2010, Kraft Foods compró a Cadbury. En 2012, Kraft Foods se convirtió en Mondelēz International.